# کارن کلسال
کارن کلسال (به انگلیسی: Karen Kelsall) ژیمناست زادهٔ ۱۱ دسامبر ۱۹۶۲ میلادی اهل کشور کانادا است.